# Сменхкара
Сменхкара (Сменхкаре) е египетски фараон от XVIII династия, приемник на Ехнатон и възможност да е Тутанхамон. Сред египтолозите съществува спор дали Сменхкара е бил мъж или жена.

## Произход и управление
Той е възможен наследник на Ехнатон.
Сменхкара управлява самостоятелно за кратко време. Предполага се, че е участвал в ранните опити да се възстанови традиционната религия след Амарнското прекъсване.
Вероятно е погребан в Гробница 55 (KV 55) в Долината на царете.